# 宁宣黄铁路
宁宣黄铁路（宁宣黄城际铁路、宁宣黄高速铁路），是规划中连接江苏省南京市和安徽省宣城市、黄山市的铁路，设计时速350km/h，全长360千米。规划站点包括南京北站、南京站、禄口机场站、博望站、高淳站、宣城站、宁国站、绩溪站、黄山站，经上元门过江通道过江。